# 연습곡 Op. 25, 6번 (쇼팽)

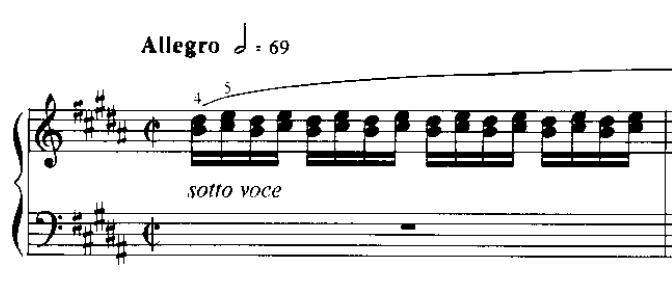
쇼팽 연습곡 Op. 25의 6번의 첫 마디

쇼팽의 연습곡 Op. 25, 6번(Étude Op. 25, No. 6)은 프레데리크 쇼팽이 작곡한 연습곡 중 18번째 곡이며 작품번호 제25번의 6번에 해당한다. 6번은 1837년에 작품번호 제25번의 나머지 11곡과 함께 프랑스, 독일, 영국 등지에서 처음으로 출판되었다. 이 곡은 오른손의 3도음정 트릴을 연습하는 곡으로 왼손은 주멜로디를 연주한다. 오른손은 곡의 끝까지 3도 간격으로 연주되며 빠르기도 매우 빨라 어려운 곡에 속한다.